# ماهر مصطفى الشاهري
ماهر مصطفى الشّاهِري (1913 - 1964 م) شاعر عراقي. ولد في مدينة سامراء، ودرس فيها، ثم في دار المعلمين الأولية في بغداد. عمل مدرّسًا عام 1930م ثمّ إداريًا. ألم به مرض عضال أودى بحياته في سامراء. نشر شعره في الجرائد والمجلات وقصائد وردت ضمن كتاب تاريخ شعراء سامراء منذ تأسيسها حتى اليوم. 

## سيرته
ولد ماهر مصطفى الشاهري السامرائي في مدينة سامراء سنة 1913م/ 1332 هـ. حفظ القرآن وتلقى علومه الأولى في الكتاب، ثم دخل المدرسة الرشيدية الابتدائية - في العهد العثماني - وتخرج فيها، ثم التحق بدار المعلمين الأولية ونال شهاداتها عام 1930م.

عمل مدرسًا في المدارس الابتدائية، وترقى في سلك التعليم إلى مدير لعدد من المدارس، كان آخرها في مدينة سامراء.

ألم به مرض عضال أودى بحياته في سامراء سنة 1964م/ 1384 هـ.

## شعره
ذكره عبد العزيز البابطين في معجمه وقال «ما أتيح من شعره أربعة قصائد، تتنوع في موضوعاتها ومناسباتها فيما يغلبها النزوع الوطني القومي الملتبس بالفخر تارة وبالوصف أخرى، كما في قصيدته (الهمزية) حول ثورة الرابع عشر من تموز/ يوليو، حيث يجسد رمزيًا معنى الحرية وسعي الشعوب للفوز بها، وتمتد نزعة الفخر الوطني إلى قصيدته التي ألقاها في مناسبة زيارة وزراء التعليم العرب لمدينة سامراء (1964م). في مطالع قصائده أطياف تراثية مستدعاة من معجمي النسيب والغزل، وفي لغته سلاسة وعذوبة، الكثير من صوره جديد وموح، يعكس مشاعر الانتماء العربي، متنوع في أساليبه البلاغية.»